# Tuškanac
Tuškanac je naselje i mjesni odbor u Zagrebu, u četvrti Gornji grad – Medveščak ispod Medvednice. Naselje je poznato po Park-šumi Tuškanac i Kinu Tuškanac, kao i po svome elitnom karakteru. Prema podatcima iz 2021. godine, mjesni odbor obuhvaćao je 2154 stanovnika na površini od 129,44 hektara. U naselju se nalazi znatan broj zaštićenih vila, kulturne baštine grada.
Postoji priča, koja se danas smatra pučkom etimologijom, da je Tuškanac svoje ime dobio prema jednom varoškom sudcu koji je podrijetlom bio Talijan iz Toskane, odnosno Toskanac.

## Povijest
Kod današnjeg Kina Tuškanac od srednjeg vijeka do 18. stoljeća nalazilo se stratište Zvezdišće ili Zredišće, gdje su ženama optuženima za vještičarenje bile odrubljivanje glave te ih se spaljivalo. Scene spaljivanja žena na Zvezdišču opisala je i Marija Jurić Zagorka u svojem djelu Grička vještica. Kada je progon vještica prekinut, na toj je lokaciji 1808. godine izgrađena streljačka kuća Streljačkog društva, kasnije prerađivana i dograđivana za potrebe streljačkog doma (1838. – 1885.), Građanske streljane Tuškanac (1841.) i Plesne škole Pietro Coronelli (1876.). Osim aktivnosti na stratištu, gradski je magistrat još 1797. iskazao želju urediti Tuškanac kao šetnicu za građane i »školsku mladež«, no gradnja streljačke kuće i streljane preduhitrila je tu namjeru.
Urbana izgradnja naselja u Tuškancu nagovještena je tek regulatornom osnovom 1865. godine, uslijed koje je gradonačelnik Josip Härdtl nagovarao vlasnike tamošnjih parcela da ih prodaju gradu u svrhe javnog puta (današnjeg Sofijina puta). Godine 1883. i posljednji su vlasnici prodali svoje parcele te je put uređen. Izgradnja kuća započela je tek u 19. stoljeću, donošenjem regulatorne osnove iz 1887. godine. Naselje je zamišljeno kao četvrt vila i ljetnikovaca niske gustoće gradnje. Odlukom osnove također je zabranjena gradnja na donjem kraju naselja kako bi se očuvale zelene i pošumljene površine. Tuškancu je planom Josipa Peklara iz 1890. godine pripojen perivoj Josipovac, a ubrzo su, 1891. godine, za park dobavljena tri paviljona preostala od šumarsko-gospodarske izložbe: drveni glazbeni paviljon, »bosanski paviljon« i paviljon voćarskog vlastelinstva »Braća Turković«. U nadolazećim je godinama južni ulaz u Tuškanac dodatno obogaćen: uz zgradu streljane izgrađena su tri teniska igrališta 1898., a teren za koturaljke 1910. godine. Prestankom djelovanja Građanskog streljačkog društva u streljani 1914. godine, zgradi su pridodani restoran i vanjsko ljetno kazalište 1922., a 1923. dobavljena je i dozvola za adaptaciju streljačke dvorane, koja je pretvorena u pozornicu Hrvatskog narodnog kazališta. Kazališna pozornica djelovala je do zadnjih godina 1920-ih, kada je ondje 1928. smješteno kino, a s vremenom i izgrađena zgrada sportskog društva Shell te košarkaški teren. Tijekom 1920-ih i 1930-ih također su izgrađene mnoge kuće na bivšem plemenitaškom posjedu Donji Jakčin i drugdje, mahom pod poduzećem Aladára Baranyaija i Slavka Benedika.
Godine 1954. iznad Dubravkinog puta otvoreno je ljetno kino s 2500 sjedala prema projektu Kazimira Ostrogovića, a nedugo kasnije i sportski tereni ženske gimnazije te tunelsko sklonište, kojemu je pridružen drveni restoran imena »Dubravkin put«, kasnije dograđivan. Godine 1970. prestalo je s radom ljetno kino te je izgrađen klub Saloon na zahtjev Pere Zlatara, nakon kojega je izgradnja na Tuškancu uvelike zamrla. Manja dograđivanja prostora u Tuškancu uključivala su dječja igrališta na Dubravkinom putu i Jabukovcu te spomenike Vladimiru Nazoru i Miroslavu Krleži.

### Novije doba
Gradnja na Tuškancu nastavila se u listopadu 2006. godine, kada su započeli radovi na podzemnoj garaži vrijedni 52 milijuna kuna prema projektu Borisa Popovića. Garaža s četiri etaže, 465 parkirnih mjesta i površinom od 13 326 m2, koju je svečano otvorio gradonačelnik Milan Bandić 28. svibnja 2008. godine, bila je namijenjena proširenju parkirnih mjesta uz garaže na Kvaternikovu i Langovu trgu, a pridruženo joj je košarkaško igralište na vrhu. Njeno otvorenje naišlo je na kontoverzu; za vrijeme gradnje otvoren je spor o plaćanju između glavnog izvođača i podizvođača, zbog kojeg do otvorenja komisiji za tehnički pregled nisu predani potpuni papiri te nije mogla biti izručena uporabna dozvola. Ipak, izvođači i Grad izjavili su da se tehnički pregled svejedno proveo te da garaža može biti upotrebljavana.
Dodatne kontroverze oko gradnje u naselju nastale su izmjenama u Generalnom urbanističkom planu Zagreba iz 2008. godine, kada je najednom omogućena gradnja na prethodno zaštićenoj sportsko-rekreacijskoj površini, na što su se pobunili vijećnici četvrti. Unatoč protivljenju i nedostatku dozvole, sječa starih stabala i uređenje sportskih terena Krešićevih poljana započeli su iste godine. Pod pritiskom medija, 2009. je u gradskoj skupštini predstavljen projekt revitalizacije park-šume i obnove Ostrogovićeva ljetnog kina, a predstavništvo Hrvatskih šuma branilo se time da se sječa vršila na 280 bolesnih stabala. Ljetno kino u konačnici je obnovljeno za 4,3 milijuna kuna i otvoreno 27. lipnja 2012. godine kao Ljetna pozornica Tuškanac.
Uslijed potresa u Zagrebu i onoga kod Petrinje 2020. godine, kao i oluje 19. srpnja 2023. godine, zgrada Kina Tuškanac bila je znatno oštećena, a njena obnova započeta je u listopadu 2023. godine, pri čemu je ono privremeno prekinulo s radom dok se njegov program nastavio na drugim lokacijama pod nazivom Tuškanac u gostima.

## Znamenitosti

### Drveni paviljon
Drveni paviljon na Tuškancu zaštićeno je kulturno dobro u Zagrebu, zaveden pod oznakom Z-495; osmerokutni je glazbeni paviljon od hrastovog drva dizajniran u stilu romaničke arhitekture. Paviljon je, izrađen za svrhe gospodarsko-šumarske jubilarne izložbe 1891., prvotno postavljen na Sveučilišni trg (današnji Trg Republike Hrvatske), a na zahtjev Hermana Ehrlicha premješten je na tadašnji Josipovac, gdje je ostao do danas.
Prema Petru Turkoviću, unuku braće Turković iz Kutjeva koja su izradila jedan od tri paviljona premještena na Tuškanac, ovaj opstali paviljon upravo je taj braće Turković. Ipak, Sanja Gašparović i Ana Mrđa s Arhitektonskog fakulteta u Zagrebu navode da je paviljon Turkovića, kao i bosanski paviljon, uklonjen zbog »dotrajalosti«, a da je opstao tek drugi glazbeni paviljon.
U doba pandemije COVID-19, paviljon su građani koristili kao mjesto druženja i slavlja, pri čemu je često bio zagađivan smećem i ambalažom poput boca, a do kraja pandemije potrgane su mu daske na podnici i ogradi. Godine 2021. započela je njegova restauracija u vrijednosti 3320 eura (25 tisuća kuna).

### Spomenici Nazoru i Krleži
Spomenik Vladimiru Nazoru na Tuškancu zaštićeno je kulturno dobro u Zagrebu, zaveden pod oznakom Z-3566; brončani je spomenik visok 3,5 metara u ekspresionističkom stilu, grubo obrađene površine. Izradio ga je kipar Stjepan Gračan, koji ga je osmislio za opći jugoslavenski natječaj 1971. godine. Kip je svečano otkriven 1972. godine u čast 30. obljetnici Nazorovog pristupanja partizanima. Hortikulturni projekt kipa izradio je arhitekt Dragutin Kiš.
Kip Miroslava Krleže na raskrižju Dubravkina puta i ulice Tuškanac, blizu Krležina stana, izradila je Marija Ujević-Galetović kao skulpturu od 235 cm. Prvotno je predstavljen 2000. godine na izložbi Expo 2000 u Hannoveru, u hrvatskom paviljonu. Iako je kip nakon izložbe trebao biti trajno smješten na Krležinom gvozdu, to je bilo protivno Krležinim željama, zbog čega je konačno smješten kraj Dubravkina puta 2004. godine. Kako je Ujević-Galetović prepričala, prve skice kipa pokazala je Frani Kršiniću, koji ih je pohvalio. Kada je saznao za skice, slikaričin je atelje posjetio i sâm Krleža te prokomentirao da ga je prikazala »kao Sancha Panzu«, na što je slikarica prokomentirala da spomenik »odražava specifičnost jedne ličnosti, njegovu melankoličnu notu i skepticizam« te da bi ga prikazala drugačije da je htjela odraziti težinu.